# Bimiini
Los bimiinos (Bimiini) son una  tribu de coleópteros polífagos crisomeloideos de la familia Cerambycidae.

## Géneros
Tiene los siguientes géneros:
- Adalbus Faimaire & Germain, 1859
- Akiptera Saunders, 1850
- Bimia White, 1850
- Lautarus Germain, 1900
- Nesopsebium Fairmaire, 1894
- Phantazoderus Fairmaire & Germain, 1864
- Proagapete McKeown, 1945
- Zehra Özdikmen, 2008